# 布莱恩·斯皮尔斯
布莱恩·詹姆斯·斯皮尔斯（英語：Bryan James Spears，1977年4月19日—）是美国电影与电视制作人。他是布兰妮·斯皮尔斯与杰米·林恩·斯皮尔斯的哥哥。他是三人中的长子，也是独子。
布莱恩因其家族备受瞩目，而经常成为小报和狗仔队报道的焦点。

## 生平经历
布莱恩生于1977年4月19日，父母为詹姆斯·斯皮尔斯（James Spears）和林恩·艾琳·斯皮尔斯（Lynne Irene Spears，婚前姓：Bridges）。他出生时患有细菌性肺部感染，大约一周后未能克服感染而必须进行静脉注射。在林恩的书《Through the Storm: A Real Story of Fame and Family in a Tabloid World》中，她回忆了自己以为布莱恩会因病夭折而祈愿上帝保佑的经历。布莱恩具有英国、马耳他、苏格兰、苏格兰-爱尔兰（北爱尔兰）、爱尔兰、法国和威尔士血统。 
布莱恩的父亲是建筑承包商，母亲是二年级老师。他的妹妹布兰妮·简（Britney Jean）于1981年12月2日出生在密西西比州麦康姆。紧随其后的是1991年4月4日出生的杰米·林恩·玛丽（Jamie Lynn Marie），她同样降生于麦康姆。一家人参加了肯特伍德第一浸信会。
布莱恩就读于麦考姆的帕克兰学院。这是一所私立的基督教K-12年级学校。高中毕业后，布莱恩就读于他母亲的母校东南路易斯安那大学。大学期间，他主修运动机能学。
2009年新年期间，布莱恩与杰米·林恩的经理、One Talent Management的创始人Graciella Sanchez结婚。两人在新奥尔良举行了小型私人婚礼。Sanchez毕业于耶鲁大学。两人育有一女（Lexie Spears）。
2015年8月16日，布莱恩和他的女儿，与妹妹布兰妮·斯皮尔斯和她的两个孩子一起出席了当年青少年选择奖的颁奖典礼。

## 商业活动
在妹妹布兰妮出名之后，布莱恩开始担任“斯皮尔斯家族利益”的经理，其中包括担任妹妹杰米一些项目制作人的经历。
在父亲杰米于2008年获得布兰妮的监护权之前，布莱恩因“提供的服务”而获得了20万美元的报酬。

## 影视作品
| 年份      | 标题                                                    | 角色                          |
| --------- | ------------------------------------------------------- | ----------------------------- |
| 2001      | 布兰妮·斯皮尔斯的MTV日记                                | 本人                          |
| 2001      | 《Total Britney Live》                                  | 本人                          |
| 2003      | 《Britney Spears: Out All Night》                       | 本人                          |
| 2004      | 《Britney Spears: Greatest Hits – My Prerogative视频》  | Uncredited                    |
| 2005      | 《Britney & Kevin: Chaotic》                            | 本人；《Veil of Secrecy》一集 |
| 2005      | 《Jamie Lynn Spears: A Weekend with Jamie Lynn Spears》 | 执行制片人                    |
| 2005–2007 | 《Zoey 101》                                            | 联合制片人                    |
| 2006      | 《VideoNow：At Home with Jamie Lynn Spears》            | 执行制片人                    |
| 2013      | 《I Am Britney Jean》                                   | 本人                          |
| 2016      | 《Jamie Lynn Spears: When the Lights Go Out》           | 本人                          |